# Diapterobates pusillus
Diapterobates pusillus är en kvalsterart som beskrevs av Aoki 1969. Diapterobates pusillus ingår i släktet Diapterobates och familjen Humerobatidae.

## Underarter
Arten delas in i följande underarter:
- D. p. pusillus
- D. p. cuspidatus